# Hydroporus transpunctatus
Hydroporus transpunctatus là một loài bọ cánh cứng trong họ Bọ nước. Loài này được Chandler miêu tả khoa học năm 1941.